# Seeing's Believing
Seeing's Believing er en amerikansk stumfilm fra 1922 af Harry Beaumont.

## Medvirkende
- Viola Dana som Diana Webster
- Allan Forrest som Bruce Terring
- Gertrude Astor som Sue
- Philo McCullough som Jimmy Harrison
- Harold Goodwin som Hack Webster
- Edward Connelly som Henry Scribbins
- Josephine Crowell som Martha Scribbins